# Helice crassa
Helice crassa är en kräftdjursart som beskrevs av James Dwight Dana 1851. Helice crassa ingår i släktet Helice och familjen Sesarmidae. Inga underarter finns listade i Catalogue of Life.